# Gérard Mestrallet
Gérard Mestrallet   (París, 1 d'abril de 1949) és un directiu francès.
Mestrallet va estudiar a l'Institut d'études politiques de Tolosa, l'École nationale de l'aviation civile i és llicenciat a l'École Polytechnique i a l'Escola Nacional d'Administració. El 1984 es va incorporar al proveïdor d'energia francès GDF Suez. Primer com a assessor especial del president, després com a vicepresident sènior d'Afers Industrials. El febrer de 1991, va esdevenir director general de la Société générale de Belgique. El juliol de 1995, Mestrallet va ser nomenat president i director general de la Compagnie de Suez, i el juny de 1997 president del consell d'administració de Suez Lyonnaise des Eaux. Del 2001 al 2016 va ser conseller delegat i fins al 2018 president del consell d'administració de l'empresa francesa GDF Suez (des del 2015 Engie).
El 2018, Mestrallet va ser nomenat pel president francès Emmanuel Macron com a president executiu de l'Agència de Desenvolupament Al-`Ula a l'Aràbia Saudita, responsable del desenvolupament turístic i cultural en col·laboració amb el Regne de l'Aràbia Saudita.